# Tennistoernooi van Nottingham

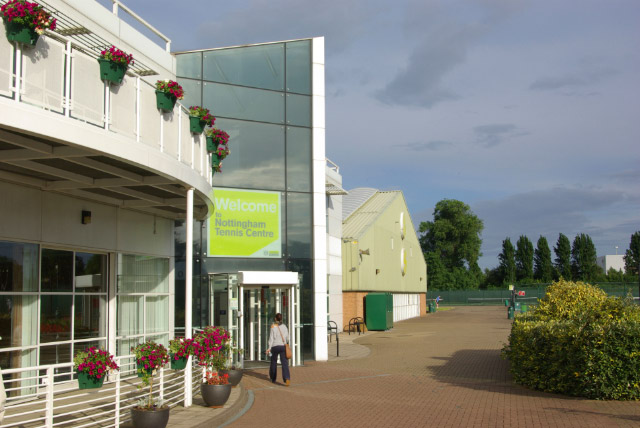
Nottingham Tennis Centre

Het tennistoernooi van Nottingham is een jaarlijks terugkerend toernooi dat wordt gespeeld op de grasbanen van het Nottingham Tennis Centre in de Engelse plaats Nottingham. De officiële naam van het toernooi is sinds 2018 Nature Valley Open – daarvoor heette het Aegon Open Nottingham.
Het toernooi bestaat uit twee delen:
- WTA-toernooi van Nottingham, het toernooi voor de vrouwen
- ATP-toernooi van Nottingham, het toernooi voor de mannen

## Historie
Het vrouwentoernooi, dat in eerste instantie van 1971 tot en met 1973 plaatsvond, is in de periode 1974 tot en met 2014 niet georganiseerd. Vanaf 2015 spelen eerst de vrouwen, en twee weken later de mannen, opnieuw in Nottingham.
Het mannentoernooi in Nottingham vond voor het eerst in 1970 plaats, hoewel het na 1977 niet werd gecontinueerd. In de periode 1995–2008 waren de mannen opnieuw actief in Nottingham. In de jaren 2009–2014 werd in Eastbourne gespeeld, maar met de herleving van het vrouwentoernooi in Nottingham verhuisden ook de mannen daarheen. Deze situatie duurde evenwel slechts twee jaren (2015 en 2016) – in 2017 keerde het professionele ATP-toernooi terug naar Eastbourne, in Nottingham opgevolgd door een mannentoernooi van het niveau Challenger.
ATP-toernooi van Nottingham – WTA-toernooi van Nottingham

2015 · 2016 · 2017 · 2018 · 2019 · 2020 · 2021 · 2022 · 2023 · 2024